# Блех, Эфраим Филипп
Эфраим Филипп Блех (нем. Ephraim Philipp Blech) — немецкий врач; доктор медицины.

## Биография
Об детстве Филиппа Блеха информации практически не сохранилось, да и прочие биографические сведения о нём очень скудны и отрывочны; известно лишь, что он был родом из Данцига (ныне Гданьск, Польша).
В течение пяти лет он учился в университетах Лейпцига и Гёттингена врачебному искусству; получив от Гёттингенского университета диплом на степень доктора медицины, приехал в Россию, экзаменовался в медицинской коллегии и, выдержав испытания, 2 июля 1786 года получил право практики в Российской империи. Написал диссертацию на степень доктора медицины: «De acris dephlogistitati usu in asphyxia» (Гёттинген).
Эфраим Филипп Блех скончался в 1812 году.